# Nick Marsman
Nick Marsman (Zwolle, 1º ottobre 1990) è un calciatore olandese, portiere del Renofa Yamaguchi.

## Carriera

### Club
Cresciuto nel settore giovanile del Twente, nella stagione 2011-2012 gioca una partita in Eredivisie, una partita in Europa League e 2 partite in Coppa d'Olanda. L'anno seguente viene ceduto in prestito al Go Ahead Eagles, squadra di Eerste Divisie (la seconda serie olandese), con cui gioca 38 partite in campionato e 3 partite in Coppa d'Olanda. A fine campionato la sua squadra viene promossa in Eredivisie in seguito agli spareggi promozione e lui, torna al Twente dove si conquista il posto da titolare per due stagione. Dopo le prime quattro partite negative di Eredivisie 2015-2016 perde il posto da titolare venendo sostituito dal giovane Joël Drommel.
Nell'estate del 2017 passa all'Utrecht ma in due stagioni disputa solo 3 partite di campionato e il 20 giugno 2019 firma un contratto biennale con il Feyenoord.
Nell'estate del 2021 viene ingaggiato dall'Inter Miami. Esordisce il 22 luglio seguente in una gara persa per 5-0 in casa contro il New England Revolution. La sua prima stagione la giocherà da titolare, totalizzando in totale 22 presenze e subendo 33 reti. Già nella stagione successiva, la sua continuità viene messa a serio rischio, venendo progressivamente sostituito nella formazione titolare dal nuovo portiere Drake Callender. Nella stagione 2023 viene ufficialmente utilizzato esclusivamente da terzo portiere. L'8 giugno 2023, in seguito all'acquisto di Lionel Messi, il portiere olandese ha riferito in un'intervista ai media statunitensi che la squadra non si sarebbe sentita pronta al massimo per l'arrivo di un campione come lui, lamentandosi delle condizioni di sicurezza in cui il DRV PNK Stadium era ridotto. Il 4 agosto 2023, il sito ufficiale della Major League Soccer comunica la rescissione contrattuale tra il giocatore e la società; secondo alcuni media, sarebbero state proprio quelle parole pronunciate mesi prima ad aver portato la società a prendere questa decisione.

### Nazionale
Tra il 2010 ed il 2011 ha giocato 4 partite amichevoli con la maglia dell'Under-20. Nel 2013 è stato inserito nella lista dei convocati per la fase finale degli Europei Under-21, nei quali non scende però mai in campo.

## Palmarès

### Club

#### Competizioni nazionali
- Coppa dei Paesi Bassi: 1

Twente: 2010-2011
- Supercoppa dei Paesi Bassi: 2

Twente: 2010, 2011